# Nealcidion albatum
Nealcidion albatum là một loài bọ cánh cứng trong họ Cerambycidae.